# Джон Хемингуей
Джон Хемингуей (на английски: John Hemingway) е американски журналист, преводач и писател на произведения в жанра мемоарен роман.

## Биография и творчество
Джон Патрик Хемингуей е роден на 19 август 1960 г. в Маями, Флорида, САЩ, в семейството на Грегъри Хемингуей, третият син на Ърнест Хемингуей, и Алис Томас. Баща му страда от биполярно разстройство и се лута между желанието да живее с имиджа на „мачо“ на баща си Ърнест и транссексуалността и андрогинията. Майка му е шизофреничка, често е хоспитализирана, а децата живеят при различни роднини.
Завършва гимназия в Кънектикът. Завършва Калифорнийския университет в Лос Анджелис през 1983 г. с бакалавърска степен по история на Южна Америка и италианска филология. За да се дистанцира от семейството си през 1983 г. се премества за около двадесет години в Милано, където работи като преподавател по английски език, превежда и преследва кариерата си на писател. Публикува статии в „Унита“ и „Либеро“. След напускането на Италия живее една година в Испания, а после се установява в Монреал.
През 2007 г. е публикувана книгата му „Странно племе“, в която представя живота и взаимоотношенията на Ърнест Хемингуей и Грегъри Хемингуей, изненадващите прилики между двамата (и двамата страдат от биполярно разстройство и влечение към андрогинията) и непубликуваната им кореспонденция.
През 1984 г. се жени за съпругата си Орнела Канедоли, канадка с италиански произход. Имат две деца – Майкъл и Жаклин.
Джон Хемингуей живее със семейството си в Монреал.

## Произведения

### Документалистика
- Strange Tribe (2007)
Странно племе: семеен мемоар, изд.: „Сиела“, София (2014), прев. Илия Илиев
- You will not be forgotten, grandpa (2011)